# Melocactus concinnus
Melocactus concinnus Buining & Brederoo es una especie de planta fanerógama de la familia Cactaceae. 

## Descripción
Melocactus concinnus es de color gris-verde glauco, tallos deprimidos esféricos, que puede alcanzar de 11 a 16 centímetros de altura y de 8 a 13 cm de diámetro. Tiene ocho a doce costillas disponibles. Las espinas son de color amarillento y luego se gris, excepto para las puntas. Tiene de seis a ocho espinas curvas, que ocasionalmente se encuentran con las puntas de gancho y una longitud de 1,5 a 2,6 centímetros. El cefalio es de color rosa pálido con más o menos cerdas y lana que crece hasta 5,5 centímetros y alcanza un diámetro de 4 a 9 cm. Las flores son rosadas de 2 a 2.3 cm de largo y un diámetro de 0,6 a 1,2 centímetros. El fruto, de color rosa pálido a rosa lila, tiene una longitud de 1,3 a 2,2 centímetros.

## Distribución
Es endémica de Bahia y Minas Gerais en Brasil.  Es una especie rara en la vida silvestre.

## Taxonomía
Melocactus concinnus fue descrita por Buining & Brederoo y publicado en Kakteen und andere Sukkulenten 23: 5–7. 1972.
Etimología
Melocactus: nombre genérico, utilizado por primera vez por Tournefort, proviene del latín melo, abreviación de melopepo (término con que Plinio el Viejo designaba al melón). Se distingue de las demás cactáceas cilíndricas por tener un cefalio o gorro rojo, razón por la que los primeros españoles que llegaron a Sudamérica le llamaban "gorro turco".
concinnus: epíteto latino que significa "elegante".
Sinonimia
- Melocactus pruinosus
- Meolocactus axiniphorus
- Melocactus robustispinus[4][5]